# Saint-Michel (Québec)
Saint-Michel è un comune del Canada, situato nella provincia del Québec, nella regione di Montérégie.